# Mývatn
Der See Mývatn ['miːvahtn̥] (isländisch „mý“: „Mücken“, „vatn“: „Wasser“ – deutsch „Mückensee“) liegt im Nordosten in der Gemeinde Skútustaðir im Bereich des Krafla-Vulkansystems.

## Name
Der See hat seinen Namen von den im Sommer teilweise sehr großen Mückenschwärmen, die jedoch Grundlage für den beachtlichen Fischreichtum und die vielfältige Entenpopulation sind.
Es handelt sich dabei überwiegend um harmlose Zuckmücken, die nicht stechen, aber auch stechende Kriebelmücken kommen vor.
Es gibt im Sommer zwei Perioden von je etwa zwei Wochen, in denen die Zuckmücken regelrechte schwarze Säulen am Ufer des Sees bilden.
Deswegen heißt diese Mückenart auf Isländisch auch Rykmý, die Staubmücke.
Das durch die vulkanische Aktivität stetig aus dem Boden und dem See entweichende Kohlendioxid wirkt schwarminduzierend, ebenso wie das von Säugetieren ausgeatmete Kohlendioxid, was dazu führen kann, dass Mücken gezielt in Mund- und Nasenhöhlen eindringen.
Einige Fälle, in denen Pferde durch Verstopfung der Atemwege mit Mücken erstickten, sind historisch belegt.
Nach dem See ist auch die umgebende Region Mývatn benannt.

## Lage
Der See liegt etwa 50 Kilometer südlich des Küstenortes Húsavík und weist eine Fläche von 37 km² auf.
Er ist damit der viertgrößte See der Insel.
Mit einer maximalen Tiefe von 4,2 m ist er relativ flach, im Mittel sind es sogar nur 2,3 m.
Bei einem Seespiegel von etwa 288 m ü. M. bilden die Anliegersiedlungen die höchsten ganzjährig bewohnten Gebiete Islands, was einen Hinweis auf die im Sommer günstige klimatische Lage des Sees gibt.
Der Abfluss des Mývatn ist der Fluss Laxá í Aðaldal.
Als Ziel für Touristen bietet er sich vor allem wegen der äußerst vielseitigen Lavaformationen und dem recht aktiven Vulkanismus an.
Dieser geht von dem etwa 40 Kilometer langen Vulkansystem des Zentralvulkans Krafla aus.
Die letzten Ausbrüche in der Gegend fanden von 1975 bis 1984 statt.
Die Gipfel des Vindbelgjarfjall im Norden des Sees und des dampfenden Námafjall im Nordosten bieten einen schönen Ausblick über den See.
Auf beide führen Wanderwege.

## Vulkanismus am Mývatn

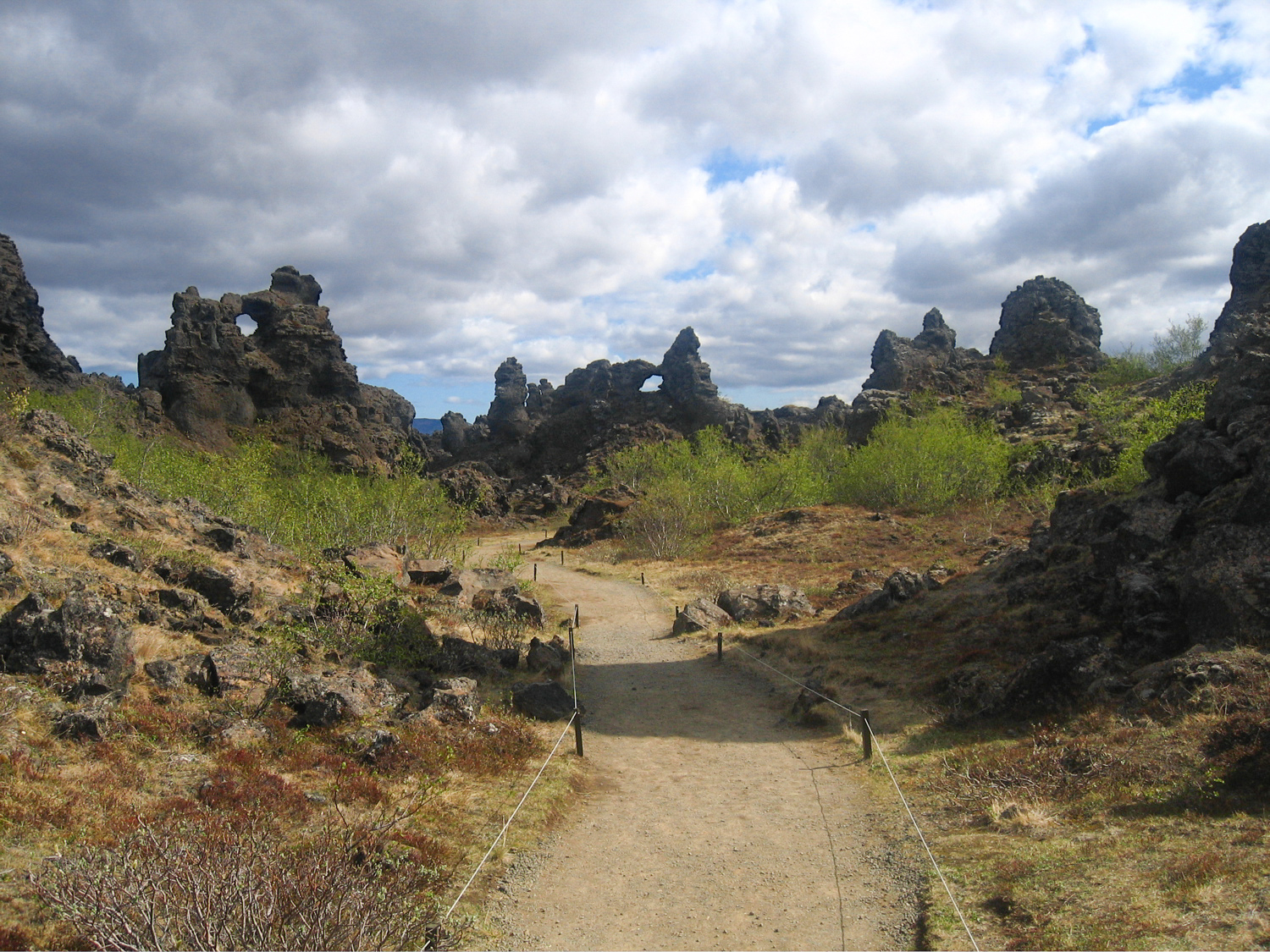
Dimmuborgir

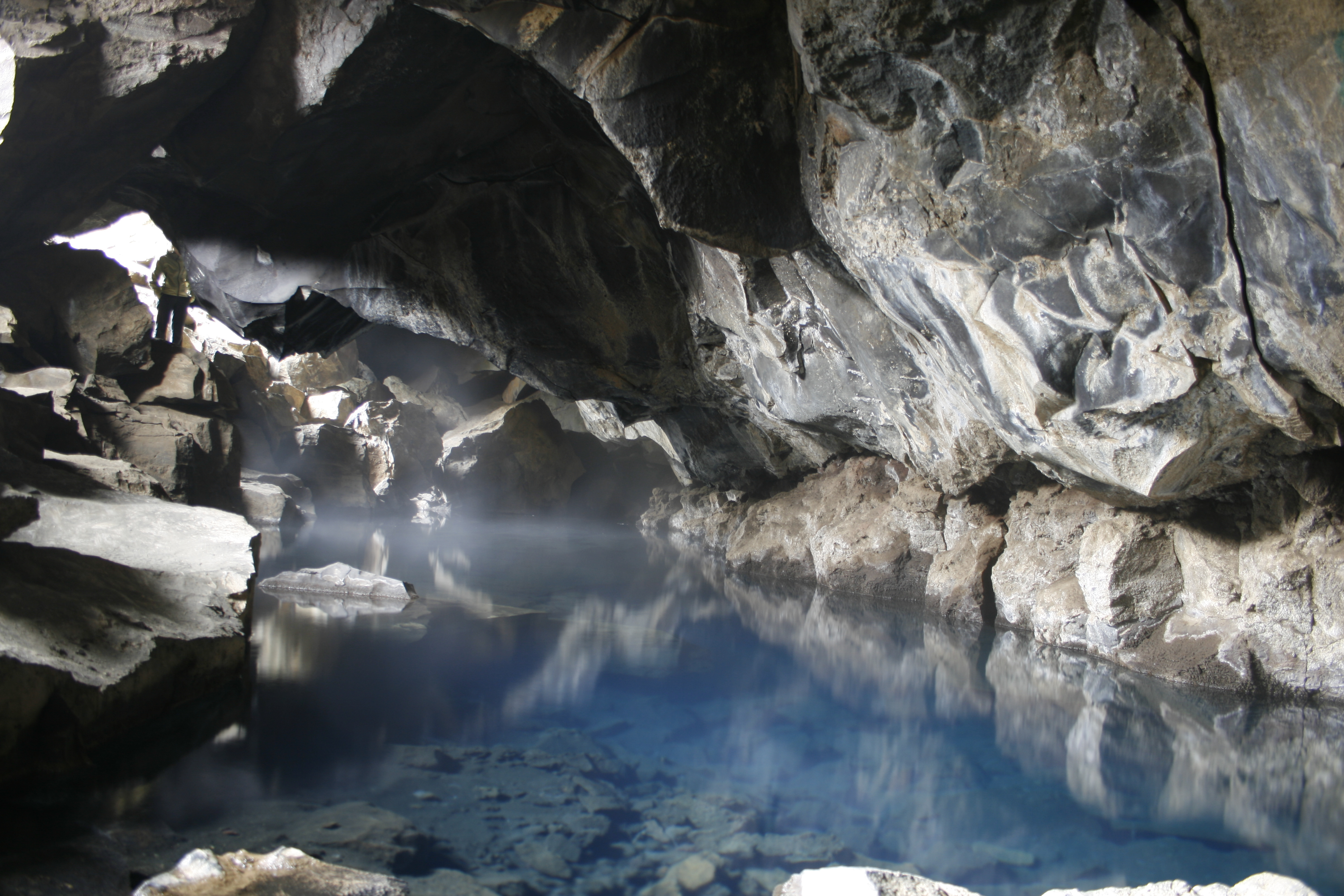
Grjótagjá

In der Umgebung des etwa 2500 Jahre alten Sees befinden sich zahlreiche Naturwunder vulkanischen Ursprungs, da er zum Einzugsbereich des Vulkansystems Krafla gehört.
Im See selbst kann man auf Inseln und Halbinseln die Pseudokrater von Skútustaðir sehen, die jedoch nicht selbst vulkanisches Material ausgestoßen haben, sondern durch das explosive Zusammentreffen von Lava und Wasser entstanden sind.
Außerdem befindet sich der vulkanische Explosionskrater des Hverfjall (oder Hverfell) nicht weit vom See, den man auch besteigen kann.
Unterhalb des Hverfjall liegt das Gebiet Dimmuborgir (deutsch „dunkle Burgen“), reizvolle Tuffsteinformationen, die aber in ihrer Existenz bedroht sind.
In der Nähe des Sees findet man auch die Kraterreihe Lúdentsborgir, Tafelberge und Schildvulkane.
Die Badegrotten Grjótagjá und Stóragjá können aufgrund der inzwischen leicht gesunkenen Temperaturen wieder eingeschränkt zum Baden genutzt werden.
In ihrer Nähe erkennt man eine sichtbare Spalte, die hier die eurasische von der amerikanischen Platte trennt.
Entlang der etwa 20 Kilometer langen Spalte wurden auch schon springbrunnenhaft aufsteigende Wassersäulen beobachtet.
Von einem Lavastrom im 18. Jahrhundert gerade noch verschont blieb die Kirche des Ortes Reykjahlíð am Ufer des Sees und mit ihr die damaligen Einwohner des Dorfes.
Die heutige Kirche wurde im Jahr 1962 erbaut.

## Die Enten des Mývatn
Die am See brütenden 15 Entenarten machen ihn zu einem Forschungsgegenstand für Ornithologen.
Hier finden sich beispielsweise Pfeif-, Berg- und Eisenten.
Das europäische Brutgebiet der Kragen- und der Spatelente ist allein auf Island beschränkt.
Das Gebiet um den Mývatn wird von BirdLife International als Important Bird Area (IS044) ausgewiesen.
Die Ursache für die zahlreichen Insekten und für die sich von ihnen ernährenden Vögel ist, dass der Mývatn einerseits sehr flach ist und andererseits unterirdisch von heißen Quellen gespeist wird.
Darum friert er im Winter auch nur teilweise zu.

## Das Kieselgurwerk

Thermalbad „Jarðböð“

Lange Zeit wurde im nördlichen Teil des Sees Mývatn bei der Ortschaft Reykjahlíð Diatomeen-Schlamm abgebaut und zu Kieselgur weiterverarbeitet, was umweltpolitisch umstritten war.
Das Werk wurde daraufhin geschlossen und abgetragen, die Gesellschaft privatisiert.
Über 100 Menschen verloren ihren Arbeitsplatz, was für diese Gegend existenzbedrohend war.
Als Ausgleich wurden Teile des Erlöses aus der Privatisierung zum Ausbau des Thermalbads „Jarðböð“ (deutsch Erdbäder) eingesetzt, um neue Arbeitsplätze zu schaffen.
Das 2004 wiedereröffnete Bad (es war bereits zwischen 1950 und 1970 in Benutzung) ist Teil der isländischen Badekultur.

## Sonstiges
Seit 2002 findet rund um den See der Mývatn Marathon statt.

## Mývatn als Namensgeber
Der isländische See ist der Namensgeber eines Methansees auf dem Saturnmond Titan, dem Mývatn Lacus.

## Weblinks

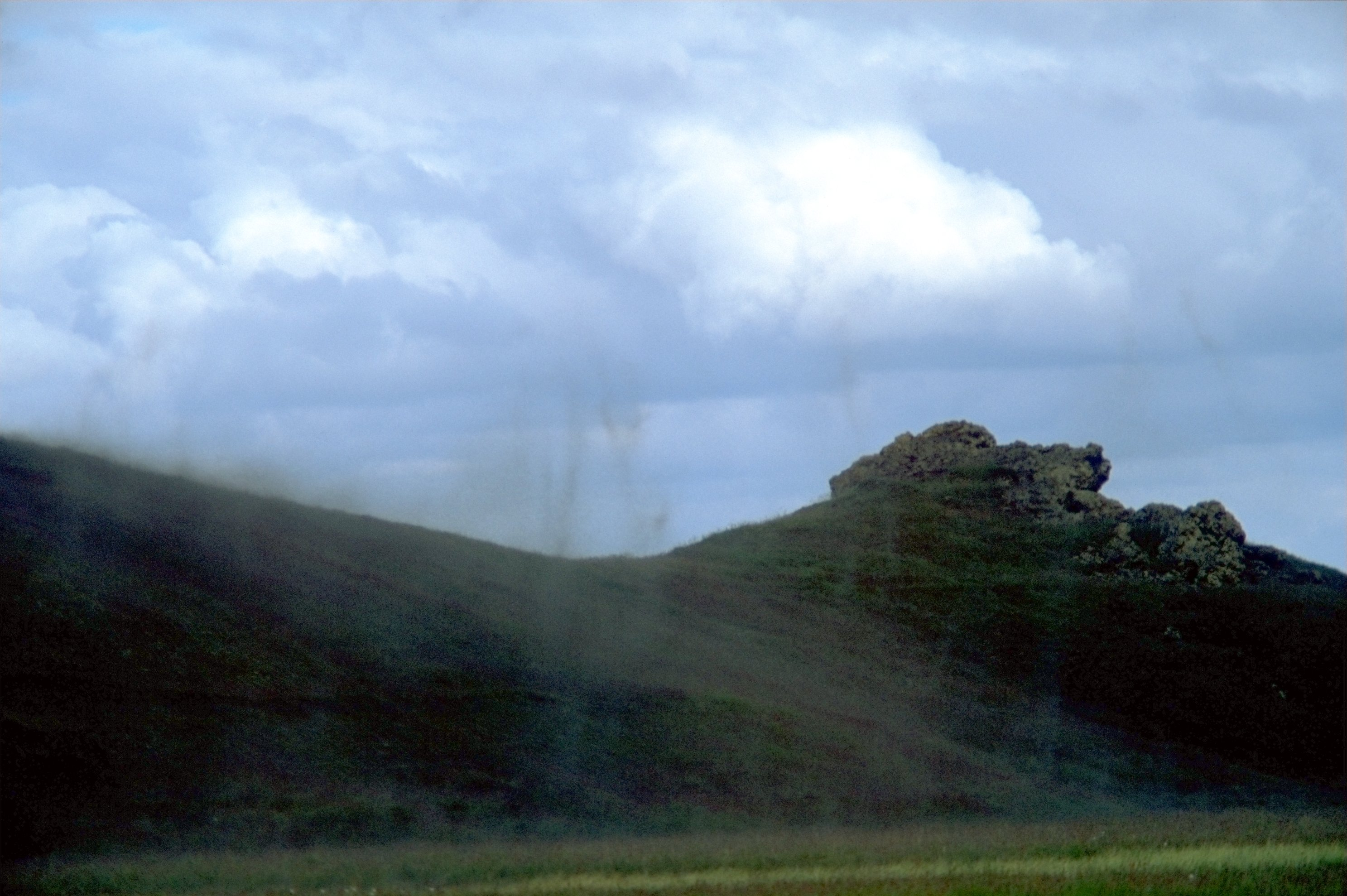
Mücken am Mývatn
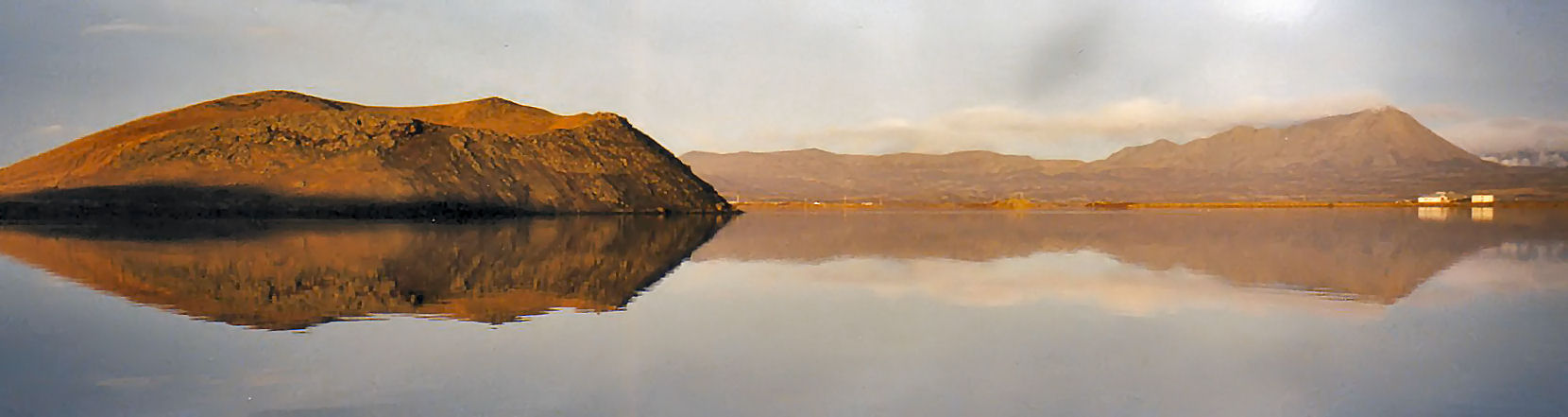
Mývatn mit Pseudokrater und Vindbelgjafjall
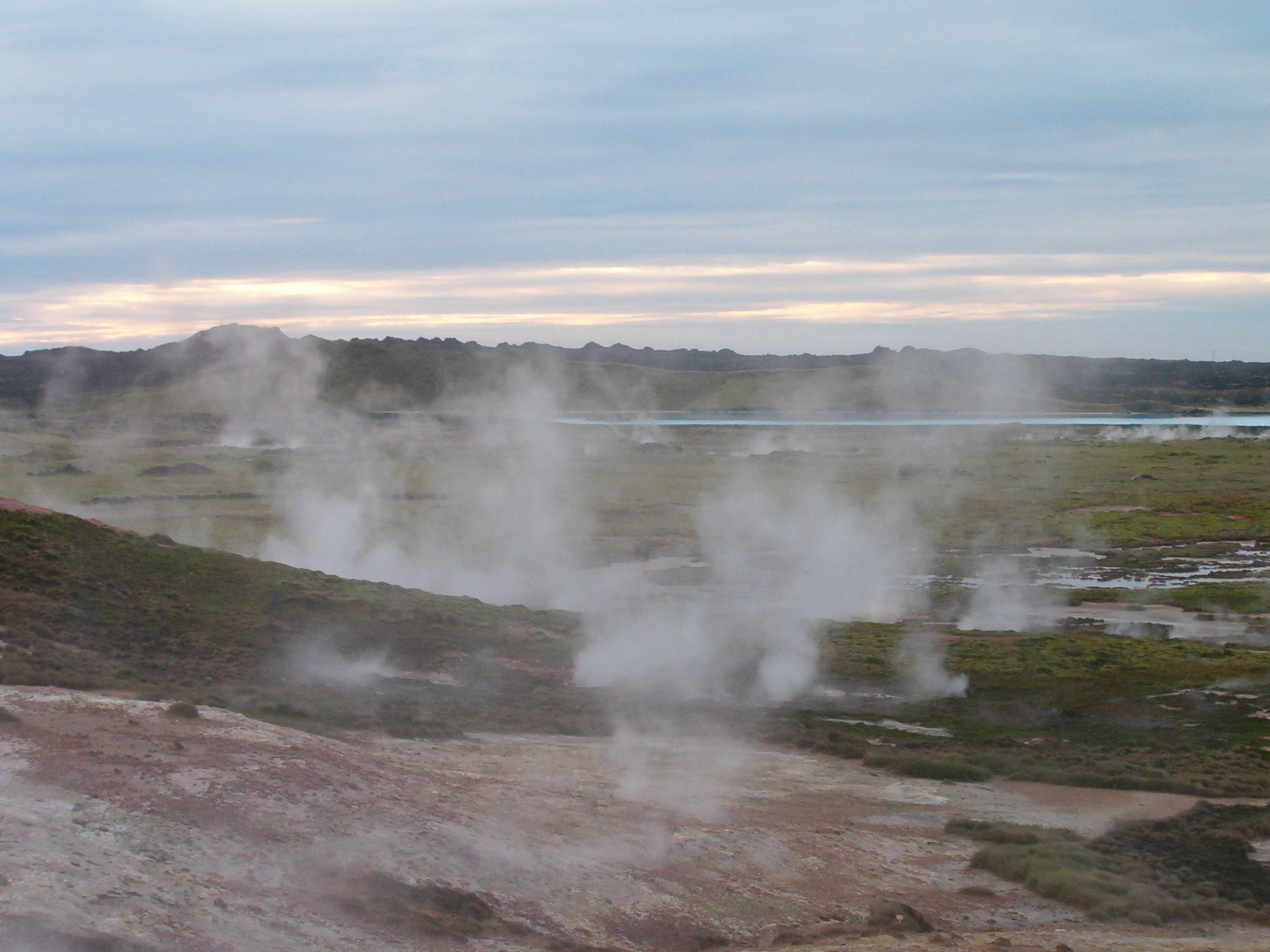
Zwischen Námafjall und Jarðbaðshólar bei Reykjahlíð
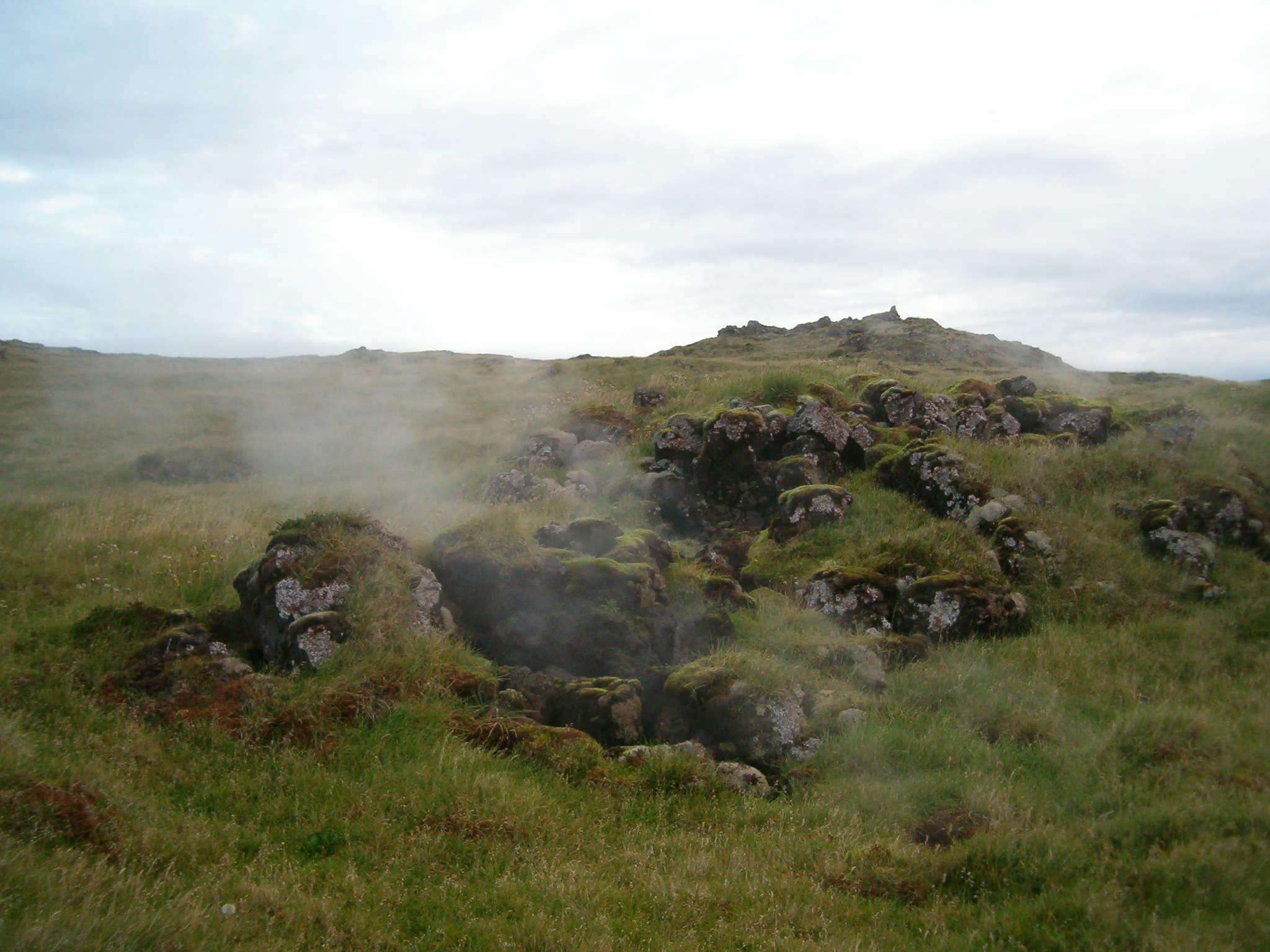
Fumarolen bei der Grjótagjá
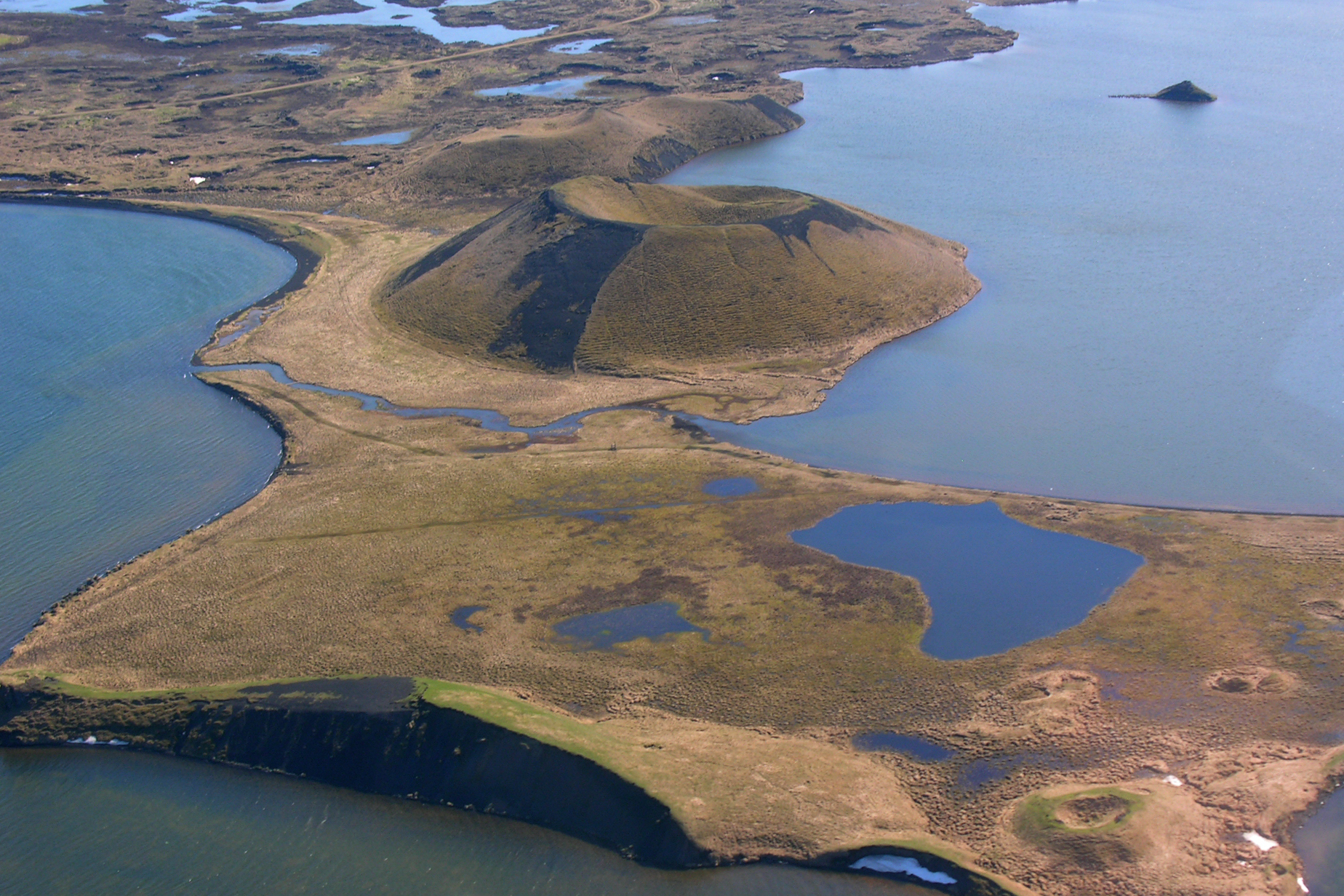
Flugaufnahme der Pseudokrater im Mývatn
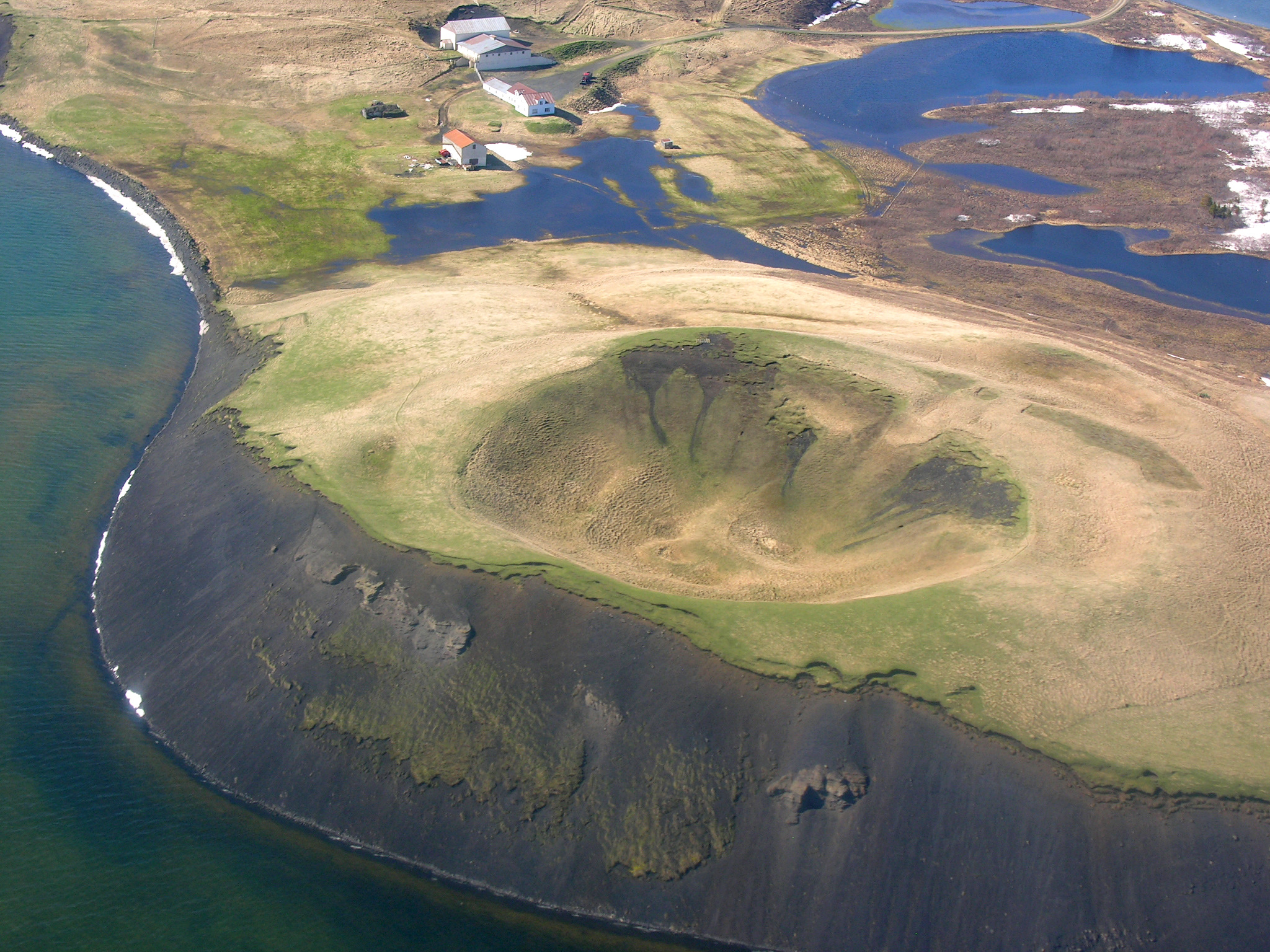
Flugaufnahme der Pseudokrater im Mývatn